# Sindaci di Avellino
Di seguito l'elenco cronologico dei sindaci di Avellino e delle altre figure apicali equivalenti che si sono succedute nel corso della storia.

## Regno di Napoli (1548-1806)
| Periodo | Periodo | Primo cittadino             | Partito | Carica  | Note |
| ------- | ------- | --------------------------- | ------- | ------- | ---- |
| 1548    | 1549    | Giovanni Paolo de Vivo      |         | Sindaco | -    |
| 1550    | 1551    | Giovanni Giacomo Santillo   |         | Sindaco | -    |
| 1551    | 1552    | Giovanni Vincenzo Sasso     |         | Sindaco | -    |
| 1554    | 1555    | Oferio de Oferio            |         | Sindaco | -    |
| 1556    | 1557    | Francesco de Iannolo        |         | Sindaco | -    |
| 1557    | 1558    | Giovanni Cola de Riccardo   |         | Sindaco | -    |
| 1568    | 1569    | Antonio de Viva             |         | Sindaco | -    |
| 1569    | 1570    | Modestino de Salvatore      |         | Sindaco | -    |
| 1570    | 1571    | Giovanni Giacomo Spadafora  |         | Sindaco | -    |
| 1571    | 1572    | Ruggiero Fratese            |         | Sindaco | -    |
| 1572    | 1573    | Giovanni Matteo Pelosi      |         | Sindaco | -    |
| 1573    | 1574    | Ruggiero Fratese            |         | Sindaco | -    |
| 1580    | 1581    | Giulio Cesare Giordano      |         | Sindaco | -    |
| 1582    | 1583    | Giovanni Domenico Guerriero |         | Sindaco | -    |
| 1583    | 1585    | Giulio Cesare de Oferio     |         | Sindaco | -    |
| 1586    | 1587    | Orazio Arminio              |         | Sindaco | -    |
| 1589    | 1590    | Tomaso Antonio Spatafora    |         | Sindaco | -    |
| 1591    | 1592    | Giulio Cesare Giordano      |         | Sindaco | -    |
| 1594    | 1595    | Fabio de Oferio             |         | Sindaco | -    |
| 1602    | 1603    | Orazio Arminio              |         | Sindaco | -    |
| 1603    | 1604    | Giovanni Vincenzo Spatafora |         | Sindaco | -    |
| 1604    | 1605    | Flaminio Miroballo          |         | Sindaco | -    |
| 1605    | 1606    | Giovanni Angelo Mazzarotta  |         | Sindaco | -    |
| 1606    | 1607    | Scipione Paolella           |         | Sindaco | -    |
| 1608    | 1609    | Marco Spadafora             |         | Sindaco | -    |
| 1609    | 1610    | Vincenzo Palummo            |         | Sindaco | -    |
| 1610    | 1611    | Giovanni Vincenzo Spatafora |         | Sindaco | -    |
| 1611    | 1612    | Paolo Antonio de Iannolo    |         | Sindaco | -    |
| 1619    | 1620    | Andrea de Arminio           |         | Sindaco | -    |
| 1620    | 1621    | Giovanni Aufiero            |         | Sindaco | -    |
| 1621    | 1622    | Modestino de Angelis        |         | Sindaco | -    |
| 1623    | 1624    | Andrea de Arminio           |         | Sindaco | -    |
| 1624    | 1625    | Bartolomeo Ricciardi        |         | Sindaco | -    |
| 1625    | 1626    | Flaminio Miroballo          |         | Sindaco | -    |
| 1627    | 1628    | Lorenzo de Arminio          |         | Sindaco | -    |
| 1628    | 1629    | Francesco Imbimbo           |         | Sindaco | -    |
| 1629    | 1630    | Francesco d'Oferio          |         | Sindaco | -    |
| 1630    | 1631    | Andrea de Arminio           |         | Sindaco | -    |
| 1631    |         | Domenico di Guerriero       |         | Sindaco | -    |
| 1631    | 1632    | Antonio Spadafora           |         | Sindaco | -    |
| 1632    | 1633    | Andrea Barone               |         | Sindaco | -    |
| 1633    | 1634    | Andrea de Arminio           |         | Sindaco | -    |
| 1634    | 1635    | Bartolomeo Longo            |         | Sindaco | -    |
| 1635    | 1636    | Geronimo de Felice          |         | Sindaco | -    |
| 1636    | 1637    | Marcantonio de Luca         |         | Sindaco | -    |
| 1637    | 1638    | Francescantonio Amoretti    |         | Sindaco | -    |
| 1639    | 1640    | Francesco Antonio Paulella  |         | Sindaco | -    |
| 1640    | 1641    | Geronimo Spatafora          |         | Sindaco | -    |
| 1641    | 1642    | Giulio Morra                |         | Sindaco | -    |
| 1642    | 1643    | Geronimo de Arminio         |         | Sindaco | -    |
| 1643    | 1644    | Francesco Imbimbo           |         | Sindaco | -    |
| 1644    | 1645    | Giovanni Battista Galasso   |         | Sindaco | -    |
| 1645    | 1646    | Giovanni Balzerano          |         | Sindaco | -    |
| 1646    | 1647    | Giovanni Battista Galasso   |         | Sindaco | -    |
| 1647    | 1648    | Giovanni Berardino Todisco  |         | Sindaco | -    |
| 1648    | 1649    | Francesco de Oferio         |         | Sindaco | -    |
| 1649    | 1650    | Giulio Morra                |         | Sindaco | -    |
| 1650    | 1651    | Giovanni Domenico Guerriero |         | Sindaco | -    |
| 1651    | 1652    | Matteo Spadafora            |         | Sindaco | -    |
| 1653    | 1654    | Francesco de Imbimbo        |         | Sindaco | -    |
| 1655    | 1656    | Giovanni Domenico Guerriero |         | Sindaco | -    |
| 1656    | 1657    | Giovanni Vincenzo Amoretti  |         | Sindaco | -    |
| 1657    | 1658    | Cesare Balzarano            |         | Sindaco | -    |
| 1659    | 1660    | Pietro Spadafora            |         | Sindaco | -    |
| 1660    |         | Francesco Antonio Amoretti  |         | Sindaco | -    |
| 1660    | 1661    | Carlo Villani               |         | Sindaco | -    |
| 1661    | 1662    | Vincenzo de Amoretto        |         | Sindaco | -    |
| 1662    | 1663    | Andrea Colucci              |         | Sindaco | -    |
| 1665    | 1666    | Pietro Spadafora            |         | Sindaco | -    |
| 1672    | 1673    | Tommaso de Imbimbo          |         | Sindaco | -    |
| 1674    |         | Andrea Colucci              |         | Sindaco | -    |
| 1674    | 1675    | Antonio d'Arminio           |         | Sindaco | -    |
| 1676    | 1677    | Lorenzo Balzarano           |         | Sindaco | -    |
| 1678    | 1679    | Bernardo Giordano           |         | Sindaco | -    |
| 1679    | 1680    | Giacinto Todisco            |         | Sindaco | -    |
| 1682    | 1683    | Lorenzo Balzarano           |         | Sindaco | -    |
| 1683    | 1684    | Antonio d'Arminio           |         | Sindaco | -    |
| 1688    | 1689    | Gennaro Giordano            |         | Sindaco | -    |
| 1690    | 1691    | Giuseppe Pelosi             |         | Sindaco | -    |
| 1693    | 1694    | Scipione Giordano           |         | Sindaco | -    |
| 1695    | 1696    | Ludovico Amoretti           |         | Sindaco | -    |
| 1697    | 1698    | Gennaro Giordano            |         | Sindaco | -    |
| 1698    |         | Marcantonio Nitania         |         | Sindaco | -    |
| 1698    | 1699    | Tommaso Pelosi              |         | Sindaco | -    |
| 1699    | 1702    | Ludovico Amoretti           |         | Sindaco | -    |
| 1704    | 1705    | Ludovico Amoretti           |         | Sindaco | -    |
| 1705    | 1706    | Andrea de Luca              |         | Sindaco | -    |
| 1706    | 1707    | Antonio Spadafora           |         | Sindaco | -    |
| 1708    | 1709    | Gennaro Giordano            |         | Sindaco | -    |
| 1709    | 1710    | Andrea de Luca              |         | Sindaco | -    |
| 1710    | 1711    | Scipione Giordano           |         | Sindaco | -    |
| 1712    | 1713    | Scipione Miroballo          |         | Sindaco | -    |
| 1714    | 1715    | Angiolo Pelosi              |         | Sindaco | -    |
| 1715    | 1717    | Tomaso Imbimbo              |         | Sindaco | -    |
| 1717    | 1718    | Matteo Rosso                |         | Sindaco | -    |
| 1718    | 1719    | Andrea di Luca              |         | Sindaco | -    |
| 1719    | 1720    | Carlo Fioruccio             |         | Sindaco | -    |
| 1720    | 1721    | Gennaro Giordano            |         | Sindaco | -    |
| 1721    | 1722    | Francesco Moscato           |         | Sindaco | -    |
| 1722    | 1723    | Antonio Spadafora           |         | Sindaco | -    |
| 1723    | 1724    | Marcantonio Sandulli        |         | Sindaco | -    |
| 1724    | 1725    | Giuseppe Pelosi             |         | Sindaco | -    |
| 1728    | 1729    | Matteo Rosso                |         | Sindaco | -    |
| 1729    | 1730    | Tommaso Imbimbo             |         | Sindaco | -    |
| 1734    | 1735    | Francesco Rosso             |         | Sindaco | -    |
| 1745    | 1746    | Domenico di Napoli          |         | Sindaco | -    |
| 1746    | 1747    | Francescantonio Iannaccone  |         | Sindaco | -    |
| 1763    | 1764    | Ciriaco Criscuolo           |         | Sindaco | -    |
| 1765    | 1766    | Stefano Maria Preziosi      |         | Sindaco | -    |
| 1770    | 1771    | Gaetano Testa               |         | Sindaco | -    |
| 1773    |         | Pasquale Rossi              |         | Sindaco | -    |
| 1776    | 1777    | Domenico Testa              |         | Sindaco | -    |
| 1778    | 1779    | Francesco Pionati           |         | Sindaco | -    |
| 1779    |         | Giacinto Todisco            |         | Sindaco | -    |
| 1780    | 1781    | Pietro Rossi                |         | Sindaco | -    |
| 1781    | 1782    | Nunziante Visconti          |         | Sindaco | -    |
| 1782    | 1783    | Michele Troisi              |         | Sindaco | -    |
| 1805    |         | Giovanni Barone             |         | Sindaco | -    |

## Regno napoleonico di Napoli (1806-1815)
| Periodo | Periodo | Primo cittadino            | Partito | Carica  | Note |
| ------- | ------- | -------------------------- | ------- | ------- | ---- |
| 1806    |         | Matteo Rossi               |         | Sindaco | -    |
| 1806    | 1808    | Sebastiano Plandulli       |         | Sindaco | -    |
| 1809    |         | Catello Solimene           |         | Sindaco | -    |
| 1810    |         | Matteo Rossi               |         | Sindaco | -    |
| 1811    | 1812    | Marcantonio de Napoli      |         | Sindaco | -    |
| 1812    | 1813    | Pietrogiacomo de Conciliis |         | Sindaco | -    |
| 1813    | 1814    | Andrea Adinolfi            |         | Sindaco | -    |
| 1814    | 1815    | Catello Solimene           |         | Sindaco | -    |

## Regno delle Due Sicilie (1816-1861)
| Periodo | Periodo | Primo cittadino            | Partito | Carica  | Note |
| ------- | ------- | -------------------------- | ------- | ------- | ---- |
| 1816    | 1817    | Sebastiano Carulli         |         | Sindaco | -    |
| 1818    | 1819    | Giovanni Filidei           |         | Sindaco | -    |
| 1820    | 1822    | Carminantonio Solimene     |         | Sindaco | -    |
| 1823    |         | Luigi Rossi                |         | Sindaco | -    |
| 1824    | 1825    | Luigi Iepparelli           |         | Sindaco | -    |
| 1826    |         | Tommaso de Conciliis       |         | Sindaco | -    |
| 1827    | 1828    | Carlo Maria Galasso        |         | Sindaco | -    |
| 1829    | 1831    | Francesco Villani          |         | Sindaco | -    |
| 1832    | 1834    | Domenico Testa             |         | Sindaco | -    |
| 1835    | 1836    | Pasquale de Franco         |         | Sindaco | -    |
| 1837    | 1840    | Domenicantonio Balestrieri |         | Sindaco | -    |
| 1841    |         | Costantino Criscuoli       |         | Sindaco | -    |
| 1842    | 1843    | Antonio Mirabelli          |         | Sindaco | -    |
| 1844    | 1846    | Carlantonio Solimene       |         | Sindaco | -    |
| 1847    | 1852    | Cristofaro Rossi           |         | Sindaco | -    |
| 1853    | 1855    | Domenico Piscopo           |         | Sindaco | -    |
| 1856    | 1860    | Nicola Maria Galasso       |         | Sindaco | -    |

## Regno d'Italia (1861-1946)
| Periodo        | Periodo        | Primo cittadino              | Partito | Carica                  | Note |
| -------------- | -------------- | ---------------------------- | ------- | ----------------------- | ---- |
| 1860           | 1861           | Domenico Capuano             |         | Sindaco                 | -    |
| 1861           | 1863           | Francesco Villani            |         | Sindaco                 | -    |
| 1863           | 1865           | Domenico Capuano             |         | Sindaco                 | -    |
| 1866           | 1868           | Emiddio De Feo               |         | Sindaco                 | -    |
| 1868           | 1870           | Catello Solimene             |         | Sindaco                 | -    |
| 1870           | 1871           | Francesco Saverio del Franco |         | Sindaco                 | -    |
| 1871           |                | Francesco Bazzicalupo        |         | Regio commissario       | -    |
| 1871           | 1884           | Catello Solimene             |         | Sindaco                 | -    |
| 1884           |                | Virginio Rambelli            |         | Regio commissario       | -    |
| 1885           | 1890           | Giovanni Trevisani           |         | Sindaco                 | -    |
| 1891           |                | Giovanni Soldi               |         | Sindaco                 | -    |
| 1892           |                | Vincenzo Salzano             |         | Sindaco                 | -    |
| 1892           |                | Lorenzo Filidei              |         | Sindaco                 | -    |
| 1893           | 1894           | Achille Vetroni              |         | Sindaco                 | -    |
| 1895           | 1896           | Domenico Bernabo             |         | Sindaco                 | -    |
| 1896           |                | Alberto Vetroni              |         | Sindaco                 | -    |
| 1896           | 1897           | Raffaele Pontzolu            |         | Regio commissario       | -    |
| 1897           | 1898           | Carmine Barone               |         | Sindaco                 | -    |
| 1898           | 1899           | Raffaele Genovese            |         | Sindaco                 | -    |
| 1899           | 1902           | Nunziante Testa              |         | Sindaco                 | -    |
| 1902           | 1903           | Gaetano Gargiulo             |         | Regio commissario       | -    |
| 1903           | 1904           | Remigio Pagnotta             |         | Sindaco                 | -    |
| 1905           |                | Emilio d'Eufemia             |         | Regio commissario       | -    |
| 1905           | 1908           | Carmine Barone               |         | Sindaco                 | -    |
| 1908           | 1910           | Domenico Festa               |         | Sindaco                 | -    |
| 1910           |                | Errico Pennella              |         | Regio commissario       | -    |
| 1911           | 1923           | Ferdinando Sasso             |         | Sindaco                 | -    |
| 1923           |                | Dario Gutierrez              |         | Regio commissario       | -    |
| 1923           |                | Giulio Corradi               |         | Regio commissario       | -    |
| 1923           | 1924           | Ildebrando Merlo             |         | Commissario prefettizio | -    |
| 1924           | 1927           | Carmine Tarantino            |         | Sindaco                 | -    |
| 1927           |                | Nunziante Testa              |         | Commissario prefettizio | -    |
| 1927           | 1928           | Carmine Tarantino            | PNF     | Podestà                 | -    |
| 1928           | 1929           | Nicola Spirito               |         | Commissario prefettizio | -    |
| 1929           |                | Francesco Barra              |         | Commissario prefettizio | -    |
| 1929           | 1931           | Claudio Tozzoli              | PNF     | Podestà                 | -    |
| 1931           |                | Francesco Barra              |         | Commissario prefettizio | -    |
| 1931           | 1938           | Giuseppe de Conciliis        | PNF     | Podestà                 | -    |
| 1938           |                | Alessandro Bacci             |         | Commissario prefettizio | -    |
| 1938           | 1942           | Eduardo Grella               | PNF     | Podestà                 | -    |
| 1942           |                | Francesco Magliori           |         | Commissario prefettizio | -    |
| 1942           | 1943           | Giuseppe de Conciliis        | PNF     | Podestà                 | -    |
| settembre 1943 | 24 marzo 1944  | Vincenzo Di Tondo            |         | Commissario civico      | -    |
| 24 marzo 1944  | 30 luglio 1945 | Vincenzo Di Tondo            |         | Sindaco                 | -    |
| 30 luglio 1945 | 1946           | Vincenzo Di Tondo            |         | Commissario prefettizio | -    |

## Repubblica Italiana (dal 1946)
| Sindaci eletti dal Consiglio comunale (1946-1995)    | Sindaci eletti dal Consiglio comunale (1946-1995) | Sindaci eletti dal Consiglio comunale (1946-1995) | Sindaci eletti dal Consiglio comunale (1946-1995) | Sindaci eletti dal Consiglio comunale (1946-1995) | Sindaci eletti dal Consiglio comunale (1946-1995) | Sindaci eletti dal Consiglio comunale (1946-1995) | Sindaci eletti dal Consiglio comunale (1946-1995) |
| Nominativo                                           | Partito                                           | Partito                                           | Partito                                           | Partito                                           | Mandato                                           | Mandato                                           | Elezione                                          |
| Nominativo                                           | Partito                                           | Partito                                           | Partito                                           | Partito                                           | Inizio                                            | Fine                                              | Elezione                                          |
| ---------------------------------------------------- | ------------------------------------------------- | ------------------------------------------------- | ------------------------------------------------- | ------------------------------------------------- | ------------------------------------------------- | ------------------------------------------------- | ------------------------------------------------- |
| Antonio Mancini (Commissario prefettizio)            | –                                                 | –                                                 | –                                                 | –                                                 | 1946                                              | 1947                                              | –                                                 |
| Francesco Amendola                                   |                                                   | Partito d'Azione                                  | Partito d'Azione                                  | Partito d'Azione                                  | 1947                                              | 1952                                              | Elezione 1946                                     |
| Olindo Preziosi                                      |                                                   | Partito Nazionale Monarchico                      | Partito Nazionale Monarchico                      | Partito Nazionale Monarchico                      | 1952                                              | 1952                                              | Elezione 1952                                     |
| Domenico Cucciniello                                 |                                                   | Partito Liberale Italiano                         | Partito Liberale Italiano                         | Partito Liberale Italiano                         | 1952                                              | 1955                                              | Elezione 1952                                     |
| Venanzio Cucugliata (Commissario prefettizio)        | –                                                 | –                                                 | –                                                 | –                                                 | 1955                                              | 1956                                              | –                                                 |
| Michelangelo Nicoletti                               |                                                   | Partito Liberale Italiano                         | Partito Liberale Italiano                         | Partito Liberale Italiano                         | 1956                                              | 1960                                              | Elezione 1956                                     |
| Michelangelo Nicoletti                               | 1960                                              | Partito Liberale Italiano                         | Partito Liberale Italiano                         | Partito Liberale Italiano                         | 1963                                              | Elezione 1960                                     |                                                   |
| Emilio Turco                                         |                                                   | Democrazia Cristiana                              | Democrazia Cristiana                              | Democrazia Cristiana                              | 1963                                              | Elezione 1960                                     | 1965                                              |
| Angelo Scalpati                                      |                                                   | Democrazia Cristiana                              | Democrazia Cristiana                              | Democrazia Cristiana                              | 1965                                              | 1969                                              | Elezione 1964                                     |
| Giovanni Mazzone (Assessore anziano)                 | ?                                                 | ?                                                 | ?                                                 | ?                                                 | 1969                                              | 1969                                              | Elezione 1964                                     |
| Emilio Turco                                         |                                                   | Democrazia Cristiana                              | Democrazia Cristiana                              | Democrazia Cristiana                              | 1969                                              | 1970                                              | Elezione 1964                                     |
| Ugo Miele (Commissario prefettizio)                  | –                                                 | –                                                 | –                                                 | –                                                 | 1970                                              | 1970                                              | –                                                 |
| Antonio Aurigemma                                    |                                                   | Democrazia Cristiana                              | Democrazia Cristiana                              | Democrazia Cristiana                              | 1970                                              | 1975                                              | Elezione 1970                                     |
| Massimo Preziosi                                     |                                                   | Democrazia Cristiana                              | Democrazia Cristiana                              | Democrazia Cristiana                              | 1975                                              | 1980                                              | Elezione 1975                                     |
| Giovanni Pionati                                     |                                                   | Democrazia Cristiana                              | Democrazia Cristiana                              | Democrazia Cristiana                              | 1980                                              | 1981                                              | Elezione 1980                                     |
| Antonio Matarazzo                                    |                                                   | Democrazia Cristiana                              | Democrazia Cristiana                              | Democrazia Cristiana                              | 1981                                              | 1983                                              | Elezione 1980                                     |
| Giovanni Pionati                                     |                                                   | Democrazia Cristiana                              | Democrazia Cristiana                              | Democrazia Cristiana                              | 1983                                              | 1984                                              | Elezione 1980                                     |
| Lorenzo Venezia                                      |                                                   | Democrazia Cristiana                              | Democrazia Cristiana                              | Democrazia Cristiana                              | 1984                                              | 1985                                              | Elezione 1980                                     |
| Lorenzo Venezia                                      | 1985                                              | Democrazia Cristiana                              | Democrazia Cristiana                              | Democrazia Cristiana                              | 1989                                              | Elezione 1985                                     |                                                   |
| Angelo Romano                                        |                                                   | Democrazia Cristiana                              | Democrazia Cristiana                              | Democrazia Cristiana                              | 1989                                              | Elezione 1985                                     | 1990                                              |
| Angelo Romano                                        | 1990                                              | Democrazia Cristiana                              | Democrazia Cristiana                              | Democrazia Cristiana                              | 1995                                              | Elezione 1990                                     |                                                   |
| Sindaci eletti direttamente dai cittadini (dal 1995) |                                                   |                                                   |                                                   |                                                   |                                                   |                                                   |                                                   |
| Nominativo                                           | Partito                                           | Partito                                           | Coalizione                                        | Coalizione                                        | Mandato                                           | Mandato                                           | Elezione                                          |
| Nominativo                                           | Partito                                           | Partito                                           | Coalizione                                        | Coalizione                                        | Inizio                                            | Fine                                              | Elezione                                          |
| Antonio Di Nunno                                     |                                                   | Partito Popolare Italiano                         |                                                   | PPI-PDS-PRC-Patto-PRI                             | 7 maggio 1995                                     | 27 giugno 1999                                    | Elezione 1995                                     |
| Antonio Di Nunno                                     |                                                   | Partito Popolare Italiano                         | DS-PPI-Dem-FdV-PRC                                | 27 giugno 1999                                    | 31 ottobre 2003                                   | Elezione 1999                                     |                                                   |
| Raffaele Sbrescia (Commissario prefettizio)          | –                                                 | –                                                 | –                                                 | –                                                 | 31 ottobre 2003                                   | 14 giugno 2004                                    | –                                                 |
| Giuseppe Galasso                                     |                                                   | Democrazia è Libertà - La Margherita              |                                                   | DS-DL-UDEUR-SDI-FdV                               | 14 giugno 2004                                    | 23 giugno 2009                                    | Elezione 2004                                     |
| Giuseppe Galasso                                     |                                                   | Partito Democratico                               |                                                   | PD-IdV-PSI-L. civiche                             | 23 giugno 2009                                    | 31 ottobre 2012                                   | Elezione 2009                                     |
| Cinzia Guercio (Commissario prefettizio)             | –                                                 | –                                                 | –                                                 | –                                                 | 31 ottobre 2012                                   | 12 giugno 2013                                    | –                                                 |
| Paolo Foti                                           |                                                   | Partito Democratico                               |                                                   | PD-CD-L. civiche                                  | 12 giugno 2013                                    | 12 luglio 2018                                    | Elezione 2013                                     |
| Vincenzo Ciampi                                      |                                                   | Movimento 5 Stelle                                |                                                   | M5S                                               | 12 luglio 2018                                    | 27 novembre 2018                                  | Elezione 2018                                     |
| Giuseppe Priolo (Commissario prefettizio)            | –                                                 | –                                                 | –                                                 | –                                                 | 27 novembre 2018                                  | 28 giugno 2019                                    | –                                                 |
| Gianluca Festa                                       |                                                   | Indipendente                                      |                                                   | L. civiche                                        | 28 giugno 2019                                    | 16 aprile 2024                                    | Elezione 2019                                     |
| Paolo D'Attilio (Commissario prefettizio)            | –                                                 | –                                                 | –                                                 | –                                                 | 16 aprile 2024                                    | 9 luglio 2024                                     | –                                                 |
| Laura Nargi                                          |                                                   | Indipendente                                      |                                                   | L. civiche                                        | 9 luglio 2024                                     | 18 luglio 2025                                    | Elezione 2024                                     |
| Giuliana Perrotta (Commissario prefettizio)          | –                                                 | –                                                 | –                                                 | –                                                 | 18 luglio 2025                                    | in carica                                         | –                                                 |